# 沖繁義
沖 繁義（おき しげよし、1974年9月11日 - ）は、KBC九州朝日放送編成局アナウンス部所属アナウンサー。広島市安佐北区出身。「オッキー」などの愛称で親しまれている。

## 略歴
広島県立向原高等学校卒業後、立教大学在学中に放送研究会に所属。一学年先輩には伊林毅暁（NHK松山放送局アナウンサー）、同期に大谷真宏（テレビ西日本アナウンサー）がいて、3名ともスポーツ実況を中心に活動していた。
立教大学卒業後の1998年に、アナウンサーとして中国放送（RCC）に入局。同期入社のアナウンサーに和佐由紀子、後に移籍することになるKBCでの同期は浜田しのぶ。
RCCではバラエティ系アナウンサーとして活躍。2000年に『ラジON・ファンキーモンキーオッキー』で日本民間放送連盟賞のラジオ生ワイド部門・最優秀賞を授与されている。ラジONのメインターゲット10代の良き兄貴的なパーソナリティーだった。2000年12月にはCDデビュー。高校野球のリポーターを務めた。
RCCでは2003年12月26日放送分の『ごじテレ。』の高校野球総集編まで出演していたが、2004年2月1日付でKBCに移籍。ラジオやテレビのニュース読みやスポーツ実況、リポーターなどを務めている。2004年9月には初のプロ野球実況を担当、翌2005年からはKBCホークスナイター実況アナの一人となる。ソフトバンク戦など担当し、これまで、2011年の日本シリーズ（対中日）、2015年のリーグ優勝決定試合（対西武）、日本シリーズ（対ヤクルト）、2017年のリーグ優勝決定試合（対西武）、日本シリーズ（対DeNA）、2018年のCS優勝決定試合（対西武）、日本シリーズ優勝決定試合（対広島）、2019年日本シリーズ（対巨人）、2020年日本シリーズ優勝決定試合（対巨人）、2022年オールスターゲーム、2024年リーグ優勝決定試合、CS優勝試合、日本シリーズ（対DeNA)など、数多くの実況をしている。
2007年にKBCラジオ制作の「サンデー競馬中継」で小倉競馬場を中心としたレース実況デビューを果たし、以後競馬実況も担当。
ゴルフ中継では、青木功が解説を務めるKBCオーガスタゴルフトーナメントのテレビ全国中継でメイン実況担当のほか、スカイAゴルフシリーズ　女子ゴルフステップアップツアー、男子シニアツアー　KBCシニアオープンなど、男子、女子、シニアの実況担当。スカイAではアメリカンフットボールの実況（全国高校アメリカンフットボール選手権・関東地区決勝、関西地区決勝、日本一決定戦クリスマスボウル）も担当。
陸上では、福岡国際マラソンで、ラジオ、テレビの中継を長年担当。それぞれ移動中継車、平和台、リポートなど務めている。「福岡国際マラソン2024」では、放送センター、メイン実況を担当した。（テレ朝系地上波全国放送）
これまでの実況競技は、野球、サッカー、競馬、マラソン、駅伝、ゴルフ、バスケットボール、アメリカンフットボール、バレーボール、柔道、水泳競技（水球、OWS）など、テレビ・ラジオを問わず様々な種目にわたる。
高校野球については、KBC移籍後の2005年、『第4回　ANNアナウンサー賞』の高校野球実況部門で奨励賞を、2009年には、『第8回ANNアナウンサー賞』の高校野球実況部門で優秀賞（大賞）を獲得。2012年・2013年・2015年・2018年・2019年には、KBCの系列局・朝日放送（ABC）が制作する全国高等学校野球選手権大会の全国大会中継で、朝日放送への派遣アナウンサーとして実況およびインタビュアーを務めた。ちなみに、沖が派遣された期間には、テレビ朝日からもスポーツアナウンサーを若干名派遣。KBCがラテ兼営局であることから、テレビ朝日からの派遣アナウンサーが担当しないラジオ中継でも「KBCの沖繁義」名義で実況している。
2013年1月からは、『アサデス。KBC』で、主にスポーツキャスターを担当。プロ野球セ・パ交流戦期間中に実施される『おはよう朝日です』（ABCテレビ）との相互乗り入れ生中継企画「虎鷹大決戦 おはよう朝日ですVSアサデス。KBC」では、ホークスのレプリカユニフォームに鉢巻き姿で、『アサデス。KBC』のスタジオから『おはよう朝日です』にも登場している。
2015年には、6月にサッカーJ2第17節・アビスパ福岡対徳島ヴォルティス戦のテレビ中継（解説：中山雅史）。11月にJ2第41節・アビスパ福岡対愛媛FC戦のテレビ中継（解説：宮澤ミシェル・山下芳輝）で実況を担当した。2016年以降も、テレビ・ラジオを問わず、サッカー中継で実況を続けている。2023年2月からはアサデス。ラジオにて、毎週金曜日（2025年4月からは「ヒルマニ」の木曜日）、アビスパ福岡応援「アビトーーク！」を立ち上げ、パーソナリティをしている。また、アサデス。ラジオのみならず、テレビ、ラジオでアビスパ絡みの話題が出た時は沖が主に登場し進行を務めることも多い。テレビ、ラジオの番組、そして実況中継の際も、アビスパ関係の仕事の際は、沖「アビ」義と名乗り、登場している。
2024年5月18日 J１第15節 C大阪戦にて、「沖アビ義と行く、アビスパ福岡 初めてのベススタ観戦ツアー」と銘打ち、ラジオ「アビトーーク！」で募集したアビスパ、サッカー初心者向けツアーを企画。チームやスタジアムの魅力を伝えるべく、トークショーやスタジアムグルメ、試合前のピッチ見学、試合観戦などを含めたツアーを開催した。
スポーツアナとして活躍するかたわら、『おっきーのラジドラ学園』、『オタカフェ おっきー』、『らぶチャンネル』などラジオパーソナリティとしての担当番組も多い。スポーツのみならず多岐にわたり活躍中。2012年4月8日からはHKT48のラジオ番組『HKT48 ラジオ聴かナイト!』も担当している。
2022年に開催されたFIFAサッカーワールドカップにてABEMATVの中継に実況として派遣され、メッシが得点を決めたアルゼンチン戦など、数試合実況を担当した。
2023年7月、世界水泳2023福岡の実況を担当。（オープンウォータースイミング、水球日本代表戦を主に担当）

## 人物
- 小学校はソフトボール、中高校時代は野球部に所属。小中高においてキャプテンを務める。ポジションは二塁手。
- 歴史好き。「一番好きな武将は黒田官兵衛」と発言している。司馬遼太郎など歴史小説好きである。ラジオでも度々、好きな歴史武将や、城についてのトークがある。
- ガンダムにも造詣が深く、2013年11月のKBCテレビ『サワダデース』において、アムロ・レイのコスチュームでガンダム展の会場から中継をしている。
- 趣味のゴルフをこよなく愛する。
- 『HKT48 ラジオ聴かナイト!』ではリスナーからの恋愛相談に熱く回答している。キャッチフレーズは「明日の朝も早おっきー、エロナムル発動中 KBCの沖繁義です!」から「明日の朝も早おっきー、今夜もマイハニーを寝かせない 愛のカクテルシェイク中 KBC沖繁義です!」を経て、現在は2024年10月10日に公開収録(10月20日放送)分の中で「明日の朝も早おっきー、前よし！後ろよし！沖繁義です！」に変更された。ちなみにこの「前よし！後ろよし！沖繁義！」というキャッチフレーズを番組へメールで送ったのは、福岡よしもとのザ・ローリングモンキー ムサシだと1年越しに明かされた。（KBCラジオ「ムサシハジメました。」番組内にて）
- 立教大学とKBCの先輩でもあるエグゼクティブアナウンサーの沢田幸二には「シゲオキヨシ」「シキオゲヨシ」「オキツナグヨシ」など自身の名前をアナグラム的に弄られて紹介される事がある。（主に『PAO～N』にて）
- 2019年11月 母校 広島県立向原高校創立100周年記念式典にて、記念講演を行った。この他、小学校、中学校、高校などでの講演活動も積極的に行っている。

## 現在の出演番組
- 全国高校野球選手権大会中継 - 実況・インタビュアー（朝日放送制作、テレビ・ラジオとも担当）
  - 2012・2013・2015・2018年・2019年の全国大会期間中に派遣。

### ラジオ
- KBCホークスナイター／KBCダイナミックホークス実況中継
  - 2019年9月6日には、福岡ソフトバンクホークス対千葉ロッテマリーンズ戦（福岡ヤフオク!ドーム）のラジオ中継で実況を担当（解説：西村龍次）。ソフトバンクの先発投手・千賀滉大による令和時代のNPB一軍公式戦、育成選手出身の投手および、同球団の投手で初めてのノーヒットノーランを達成した瞬間を伝えた。
- ヒルマニ（木曜12:00-12:40、副題「アビトーーク!」）
- HKT48 ラジオ聴かナイト!（日曜 23:30-24:00）2012年4月～
- KBC朝日新聞ニュース（不定期）
- サタモニ５（不定期）

### テレビ
- スーパーベースボール

- 全日本大学駅伝対校選手権大会中継（テレビ朝日・メ〜テレ共同制作、全国ネット）
  - 中継所実況担当、2012年・2014年・2015年派遣。
- Sansan KBCオーガスタゴルフトーナメント
- ユーコーグループプレゼンツ セブンヒルズカップ KBCシニアオープン
- Jリーグ中継
- 福岡国際マラソン実況中継（TV・ラジオ）
- 福岡マラソン
- KBCニュース（不定期）

## 過去の担当番組

### 中国放送時代

#### ラジオ
- びんご新鮮土曜市・あおぞらんど - 福山放送局制作番組。4代目パーソナリティで、フリーアナウンサーの中司弘子と2人で担当していた。
- ラジオチョモランマ（1999年4月 - 1999年9月） - 全県放送では初のレギュラー番組で、1999年4月の改編で火曜日の担当になった。
- ラジON・ファンキーモンキーオッキー（1999年10月 - 2002年9月）
  - 夜ワイド番組が改編されても継続して担当、沖アナは水曜日の担当になった。その後2000年4月の改編で『Allnightnippon SUPER!』のネット受け開始に伴う放送枠移動により日曜日のみの放送になった。2000年4月から2002年3月までは現福岡放送アナウンサーの若林麻衣子（当時は広島市立大学に在籍する女子大生）がアシスタントであった。

#### テレビ
- モテモテ6（2000年4月 - 2001年9月）
  - 最新ヒット曲をレシピ内容の替え歌にして、さらにダンス付き（PVのパロディ）で料理を作っていく『ダンス&クッキング』を担当。この番組の企画でCD発売した事がある（後述）。但し、放送末期はカラオケ番組になっていた。共演者は地元タレントの松本裕見子と高校生のユミコ。
- ひろしま!知れば知るほど（2001年4月 - 2002年3月?） - 広島市の広報番組で、放送終了まで担当した。共演者は地元タレントの山本裕子。
- サロン・ド・マンデー（2000年4月 - 2000年9月） - 広島のカリスマ美容師が対決する番組で、放送終了まで担当。番組内ではシャンプー係と称していた。前任者は青山高治アナ。
- サロン・ド・マンデーX（2000年10月 - 2001年4月?） - 前番組をリニューアル、男女3人ずつのフィーリングカップル形式になった。放送終了まで担当。

### KBC移籍以降

#### テレビ
- 気ままにLB（2004年4月 - 2006年3月、番組は現在も放送中） - 女性向けの番組であるが、オープニングの芸能・ホークス情報を担当。たまに体を張って、体験コーナーもあった。
- スーパーJチャンネル九州・沖縄（リリーフ）
- KBCニュースピア（同上）
- シリタカ!（同上）
- アサデス。KBC（「スポーツ☆キラリ」金曜日および「ニュース、深オイ」キャスター、2013年1月 - ）

#### ラジオ
- KBC M天（2004年4月 - 2004年6月） - KBCで初の担当番組。音楽番組とは言っているが、実際にはお便りやネタもかなり多い番組だった。前任は栗田善太郎。
- GOGO競馬サンデー!ダイナミックジョッキー
- おっきーのラジドラ学園（火曜 24:30-25:00）
- アサデス。ラジオ（第1期、2022年2月28日から3月22日まで、月曜日と火曜日の「モーニング」のメインパーソナリティ。第2期は2023年からアサデスラジオ金曜日内、「アビトーーク！」のコーナーパーソナリティとしてレギュラー出演していたが、前任メインの田上和延が「ぎゅっと」を担当する関係で番組卒業となり、2025年の1月～3月は金曜日のメインパーソナリティも兼務。(アビスパ福岡応援「アビトーーク！」も番組内に含む））
- OTA カフェ おっきー

## CD
- イチゴ大福『キッチンと恋しよう』（2000年12月25日）Maxiシングル
  - 前述の『モテモテ6』の企画で発売された。ユミコ、松本裕見子、および、ファンキー沖の3人組グループ「イチゴ大福」としてリリース。作詞は地元パーソナリティの一文字弥太郎、作曲はSMAPの編曲も担当した事もあるCHOKKAKU。500枚限定で製作され、売上金は地元施設の洗濯機購入資金に充てられた。